# Ice Hockey (datorspel 1981)
Ice Hockey är ett ishockeyspel från 1981 till spelmaskinen Atari Video Computer System (från 1982 benämnd Atari 2600), tillverkat och utgivet av Activision. Man kan spela 1-2 spelare.